# Vardenis
Vardenis là một đô thị thuộc tỉnh Gegharkunik, Armenia. Dân số ước tính năm 2011 là 12747 người.